# Rhopalum clavipes
Rhopalum clavipes är en stekelart som först beskrevs av Carl von Linné 1758.  Rhopalum clavipes ingår i släktet Rhopalum, och familjen Crabronidae. Arten är reproducerande i Sverige.